# Woburn (Massachusetts)
Woburn es una ciudad ubicada en el condado de Middlesex en el estado estadounidense de Massachusetts. En el censo de 2010 tenía una población de 38.120 habitantes y una densidad poblacional de 1.136,81 personas por km². Woburn se encuentra a 14 km al noroeste de Boston, justo al sur de la intersección de las carreteras interestatales I-93 e I-95.

## Historia
El primer asentamiento en Woburn fue en 1640 cerca de Horn Pond, una fuente primaria del Mystic River, siendo incorporado de manera oficial en 1642. En aquella época el área incluía los municipios de Woburn, Winchester, Burlington, así como partes de Stoneham y Willmington. En 1730 Wilmington se separó de Woburn, siendo seguido de Burlington en 1799 y finalmente por Winchester en 1850.
Woburn toma su nombre de Woburn, Bedforshire. Siendo la sede de la primera ordenación religiosa de las Américas el 22 de noviembre de 1642, cuando el reverendo Thomas Carter fue ordenado por algunos de los hombres más importantes de Massachusetts.
La primera asamblea municipal tuvo lugar el 13 de abril de 1644, eligiendo a los primeros oficiales locales. Los cargos electos fueron Edward Johnson, Edward Convers, John Mousall, William Learned, Ezekiel Richardson, Samuel Richardson y James Thompson.

### Incidente de la contaminación de las aguas subterráneas
Desde mediados a finales de la década de 1970 la comunidad local se vio preocupada por los altos casos de leucemia y de otras enfermedades, especialmente en la zona de Pine Street al este de Woburn.
Después de que en 1979 se detectara que había altas concentraciones de contaminación química en el área de los pozos G y H de Woburn, algunos miembros de la comunidad empezaron a sospechar de que las altas tasas de incidencia de leucemia, cáncer y otros problemas de salud, estaban conectados con una posible exposición a productos químicos en el agua bombeada desde los pozos G y H.
En mayo de 1982, un grupo de vecinos cuyos niños se habían visto afectados por leucemia o habían muerto a causa de ella, presentaron una demanda civil contra dos empresas, W. R. Grace and Company y Beatrice Foods. Cryocav, una empresa filial de Grace, y Beatrice eran sospechosas de contaminar las aguas subterráneas por una mala práctica a la hora de deshacerse de ciertos productos como tetracloroetileno, tricloroetileno y otros disolventes industriales desde sus instalaciones en Woburn, cerca de los pozos G y H.
En una decisión controvertida que algunos consideraron como un juicio fallido, Beatrice fue encontrado no culpable y Grace solo tuvo que pagar una multa de 8 millones de dólares, un tercio de los cuales fue a pagar a los servicios de los abogados. La Agencia de Protección del Medio Ambiente informó más tarde que encontraba a Grace y Beatrice responsables de la contaminación. Jonathan Harr escribió un libro llamado Acción Civil. En 1998 se rodó una película basada en el libro llamada Acción Civil, protagonizada por John Travolta y Robert Duvall. La película fue rodada principalmente en las localidades cercanas de Bedford y Lexington, con solo algunas tomas en Woburn.

## Geografía
Woburn se encuentra ubicada en las coordenadas 42°29′19″N 71°9′16″O / 42.48861, -71.15444. Según la Oficina del Censo de los Estados Unidos, Woburn tiene una superficie total de 33,53 km², de la cual 32,72 km² corresponden a tierra firme y (2,41%) 0,81 km² es agua.

## Demografía
Según el censo de 2010, había 38.120 personas residiendo en Woburn. La densidad de población era de 1.136,81 hab./km². De los 38.120 habitantes, Woburn estaba compuesto por el 84,23% blancos, el 4,18% eran afroamericanos, el 0,16% eran amerindios, el 7,28% eran asiáticos, el 0,01% eran isleños del Pacífico, el 2,19% eran de otras razas y el 1,96% pertenecían a dos o más razas. Del total de la población el 4,52% eran hispanos o latinos de cualquier raza.

## Residentes ilustres
- Eric Bogosian actor, monologuista, dramaturgo y novelista
- Charles McMahon uno de los dos últimos soldados americanos muertos en la Guerra de Vietnam
- Benjamin Thompson, Conde Rumford, científico e inventor
- Philemon Wright, considerado el fundador de las ciudades de Ottawa, Ontario and Gatineau, Quebec